# 锦熟黄杨
锦熟黄杨（学名：Buxus sempervirens）是黄杨科黄杨属的一种植物，原产于西欧、南欧、西北非及西亚，北起英国南部、南至摩洛哥北部、东达土耳其。原产于西高加索的科尔基斯黄杨（Buxus colchica）与原产于伊朗北部与东高加索的希尔卡尼亚黄杨（Buxus hyrcana）与锦熟黄杨亲缘关系非常近，常被认为是锦熟黄杨的异名。

## 描述
锦熟黄杨是一种常绿灌木或小乔木，高1至9米，树干直径可达20厘米。叶对生，绿色至黄绿色，卵形，长1.5至3厘米、宽0.5至1.3厘米。两性花，花不显著，香气浓郁，呈黄绿色，无花瓣，虫媒传粉。果实为蒴果，3裂，种子3至6颗。